# Чемпіонат Європи з футболу 2020 (кваліфікаційний раунд, група D)
Жеребкування кваліфікаційного раунду Євро-2020 відбулося 2 грудня 2018 року в Дубліні. До групи D потрапили збірні Швейцарії, Данії, Ірландії, Грузії і Гібралтару.

## Таблиця
| Поз | Команда   | І | В | Н | П | ГЗ | ГП | РГ  | О  | Кваліфікація                       |     | Швейцарія | Данія | Ірландія | Грузія | Гібралтар |
| --- | --------- | - | - | - | - | -- | -- | --- | -- | ---------------------------------- | --- | --------- | ----- | -------- | ------ | --------- |
| 1   | Швейцарія | 8 | 5 | 2 | 1 | 19 | 6  | +13 | 17 | Кваліфікація до фінального турніру |     | —         | 3:3   | 2:0      | 1:0    | 4:0       |
| 2   | Данія     | 8 | 4 | 4 | 0 | 23 | 6  | +17 | 16 | Кваліфікація до фінального турніру |     | 1:0       | —     | 1:1      | 5:1    | 6:0       |
| 3   | Ірландія  | 8 | 3 | 4 | 1 | 7  | 5  | +2  | 13 |                                    |     | 1:1       | 1:1   | —        | 1:0    | 2:0       |
| 4   | Грузія    | 8 | 2 | 2 | 4 | 7  | 11 | −4  | 8  |                                    | 0:2 | 0:0       | 0:0   | —        | 3:0    |           |
| 5   | Гібралтар | 8 | 0 | 0 | 8 | 3  | 31 | −28 | 0  |                                    | 1:6 | 0:6       | 0:1   | 2:3      | —      |           |

## Матчі
Матчі Групи D кваліфікаційного раунду Євро-2020 тривали з березня 2019 по листопад 2019.
| 23 березня 2019 14:00 |

| Грузія | 0:2      | Швейцарія             |
| ------ | -------- | --------------------- |
|        | Протокол | Цубер 57' Закарія 80' |

| Динамо Арена ім. Бориса Пайчадзе, Тбілісі Глядачів: 49,207 Арбітр: Крейг Поусон |

| 23 березня 2019 17:00 |

| Гібралтар | 0:1      | Ірландія    |
| --------- | -------- | ----------- |
|           | Протокол | Гендрік 49' |

| Вікторія, Гібралтар Глядачів: 2,000 Арбітр: Анастасіос Папапетроу |

| 26 березня 2019 |

| Ірландія      | 1:0      | Грузія |
| ------------- | -------- | ------ |
| Гаурігейн 36' | Протокол |        |

| Авіва, Дублін Глядачів: 40,317 Арбітр: Сердар Гезюбююк |

| 26 березня 2019 |

| Швейцарія                        | 3:3      | Данія                                    |
| -------------------------------- | -------- | ---------------------------------------- |
| Фройлер 19' Джака 66' Емболо 76' | Протокол | Йоргенсен 84' Г'юткер 88' Дальсгор 90+3' |

| Санкт-Якоб Парк, Базель Глядачів: 18,352 Арбітр: Дамир Скомина |

| 7 червня 2019 17:00 |

| Грузія                                           | 3:0      | Гібралтар |
| ------------------------------------------------ | -------- | --------- |
| Гвілія 30' Папунаїшвілі 59' Арвеладзе 76' (пен.) | Протокол |           |

| Динамо Арена ім. Бориса Пайчадзе, Тбілісі Арбітр: Антті Мунукка |

| 7 червня 2019 |

| Данія        | 1:1      | Ірландія  |
| ------------ | -------- | --------- |
| Гейб'єрг 76' | Протокол | Даффі 85' |

| Паркен, Копенгаген Арбітр: Джюнейт Чакир (Туреччина) |

| 10 червня 2019 |

| Данія                                                             | 5:1      | Грузія         |
| ----------------------------------------------------------------- | -------- | -------------- |
| Долберг 13', 63' Еріксен 30' (пен.) Поульсен 73' Брайтвайте 90+3' | Протокол | Лобжанідзе 25' |

| Паркен, Копенгаген Арбітр: Роберт Шергенгофер |

| 10 червня 2019 |

| Ірландія                      | 2:0      | Гібралтар |
| ----------------------------- | -------- | --------- |
| Чиполіна 29' (аг) Бреді 90+3' | Протокол |           |

| Авіва, Дублін Арбітр: Раду Петреску |

| 5 вересня 2019 20:45 |

| Гібралтар | 0–6      | Данія                                                                       |
| --------- | -------- | --------------------------------------------------------------------------- |
|           | Протокол | - Сков 6' - Еріксен 34' (пен.), 50' (пен.) - Ділейні 69' - Г'юткер 73', 78' |

| Вікторія, Гібралтар Глядачів: 2,076 Арбітр: Жонатан Лардо |

| 5 вересня 2019 20:45 (19:45 (UTC+1)) |

| Ірландія         | 1–1      | Швейцарія |
| ---------------- | -------- | --------- |
| - Макголдрік 85' | Протокол | - Шер 74' |

| Авіва (стадіон), Дублін Глядачів: 44,111 Арбітр: Карлос дель Серро Гранде |

| 8 вересня 2019 18:00 (20:00 (UTC+4)) |

| Грузія | 0–0      | Данія |
| ------ | -------- | ----- |
|        | Протокол |       |

| Динамо, Тбілісі Глядачів: 21,456 Арбітр: Франсуа Летекс'є |

| 8 вересня 2019 18:00 |

| Швейцарія                                                     | 4–0      | Гібралтар |
| ------------------------------------------------------------- | -------- | --------- |
| - Закарія 37' - Мехмеді 43' - Родрігес 45+4' - Гавранович 87' | Протокол |           |

| Турбійон, Сьйон Глядачів: 8,318 Арбітр: Павел Орел |

| 12 жовтня 2019 15:00 (17:00 (UTC+4)) |

| Грузія | 0–0      | Ірландія |
| ------ | -------- | -------- |
|        | Протокол |          |

| Динамо, Тбілісі Глядачів: 24,385 Арбітр: Марко Гуїда |

| 12 жовтня 2019 18:00 |

| Данія          | 1–0      | Швейцарія |
| -------------- | -------- | --------- |
| - Поульсен 84' | Протокол |           |

| Паркен, Копенгаген Глядачів: 35,964 Арбітр: Олексій Кульбаков |

| 15 жовтня 2019 20:45 |

| Гібралтар                        | 2–3      | Грузія                                        |
| -------------------------------- | -------- | --------------------------------------------- |
| - Каск'яро 66' - Р. Чиполіна 74' | Протокол | - Хараїшвілі 10' - Канкава 21' - Квілітая 84' |

| Вікторія, Гібралтар Глядачів: 1,455 Арбітр: Паоло Валері |

| 15 жовтня 2019 20:45 |

| Швейцарія                         | 2–0      | Ірландія |
| --------------------------------- | -------- | -------- |
| - Сеферович 16' - Фернандеш 90+3' | Протокол |          |

| Стад де Женев, Женева Глядачів: 24,766 Арбітр: Шимон Марциняк |

| 15 листопада 2019 20:45 |

| Данія                                                               | 6–0      | Гібралтар |
| ------------------------------------------------------------------- | -------- | --------- |
| - Сков 12', 64' - Г'юткер 47' - Брайтвайте 51' - Еріксен 85', 90+3' | Протокол |           |

| Паркен, Копенгаген Глядачів: 24,033 Арбітр: Іштван Вад |

| 15 листопада 2019 20:45 |

| Швейцарія   | 1–0      | Грузія |
| ----------- | -------- | ------ |
| - Іттен 77' | Протокол |        |

| Кібунпарк, Санкт-Галлен Глядачів: 16,400 Арбітр: Данні Маккелі |

| 18 листопада 2019 20:45 |

| Гібралтар   | 1–6      | Швейцарія                                                             |
| ----------- | -------- | --------------------------------------------------------------------- |
| - Стайч 74' | Протокол | - Іттен 10', 84' - Варгас 50' - Фасснахт 57' - Беніто 75' - Джака 86' |

| Вікторія, Гібралтар Глядачів: 2,079 Арбітр: Бенуа Мілло |

| 18 листопада 2019 20:45 (19:45 (UTC±0)) |

| Ірландія     | 1–1      | Данія            |
| ------------ | -------- | ---------------- |
| - Доерті 85' | Протокол | - Брайтвайте 73' |

| Авіва, Дублін Глядачів: 50,000 Арбітр: Фелікс Брих |

## Бомбардири
5 голів
- Крістіан Еріксен

4 голи
- Крістіан Г'юткер

3 голи
- Мартін Брайтвайте
- Роберт Сков
- Седрік Іттен

2 голи
- Каспер Долберг
- Юссуф Поульсен
- Граніт Джака
- Деніс Закарія

1 гол
- П'єр-Еміль Гейб'єрг
- Генрік Дальсгор
- Томас Ділейні
- Матіас Йоргенсен
- Лі Каск'яро
- Ріс Стайч
- Рой Чиполіна
- Вато Арвеладзе
- Валеріане Гвілія
- Джаба Канкава
- Гіоргі Квілітая
- Саба Лобжанідзе
- Георгій Папунаїшвілі
- Гіоргі Хараїшвілі
- Роббі Бреді
- Конор Гаурігейн
- Джефф Гендрік
- Шейн Даффі
- Метт Доерті
- Девід Макголдрік
- Лоріс Беніто
- Рубен Варгас
- Маріо Гавранович
- Брель Емболо
- Адмір Мехмеді
- Родрігес
- Гаріс Сеферович
- Крістіан Фасснахт
- Едімілсон Фернандеш
- Ремо Фройлер
- Стівен Цубер
- Фабіан Шер